# CRガス
CRガス (ジベンゾ-1,4-オキサゼピン、dibenzoxazepine）は、催涙ガスの一種である。1950年代後期～1960年代初期にかけて、暴動鎮圧剤としてイギリス国防省により開発された。
コショウ様の臭気を持つ淡黄色の結晶性の固体で、水には難溶。催涙ガスとして用いるには、プロピレングリコールに懸濁させた液体として使用する。自然環境下では分解されにくい。
CRガスは、冷受容体のTRPA1を刺激する（この受容体は、ワサビや芥子の辛みにも関係している）。この作用はCSガスの10倍にも達する。CRガスが皮膚に触れると痛みが生じ、吸引すると眼瞼痙攣、失明状態、咳、息切れからパニックを引き起こす。
大量に接触すると死に至る危険性があり（1980年代に南アフリカで黒人暴動鎮圧に用いられた際に死者が出た例がある）、発癌性の可能性が指摘されたことから、現在イギリスやアメリカでは暴徒鎮圧用としては用いられておらず、CNガスに取って代わられた。